# Uromys caudimaculatus
Uromys caudimaculatus — це австралійський гризун, що мешкає в тропічних лісах північного Квінсленда, підвиди якого поширені в Новій Гвінеї та на островах Ару Це один з найбільших гризунів в Австралії, вага якого досягає 1 кг. Він сіро-коричневий зверху, кремовий або білий знизу, і має довгий голий хвіст, дистальна частина якого біла.
Розмноження починається у вересні або жовтні, а пік припадає на грудень і січень у розпал вологого сезону. Після 36-денної вагітності народжується виводок з двох-трьох (рідше чотирьох) дитинчат, які залишаються з матір'ю приблизно три місяці.